# Don’t Give Up
Don’t Give Up ist ein Rocksong von Peter Gabriel, den er als Duett mit Kate Bush zusammen sang.

## Veröffentlichung
Die Erstveröffentlichung von Don’t Give Up erfolgte am 19. Mai 1986 auf Gabriels fünftem Solo-Studioalbum mit dem Titel So. Das Lied wurde am 27. Oktober 1986 als zweite Single aus diesem Album in Großbritannien und 1987 als fünfte Single in den Vereinigten Staaten veröffentlicht.
Am 15. August 2012 erschien mit dem 25th Anniversary Deluxe Box Set des Albums So eine dna genannte weitere CD mit „unfertigen“ Versionen aller Titel des Albums.
Von Don’t Give Up wurden 2025 unter Bandcamp Exclusives weitere frühe Versionen veröffentlicht:
1. Am 14. März 2025 wurde eine frühe Version Demo reel edits von 1981 veröffentlicht (1:02), eine kurze Version in einem sehr frühen Stadium. Zu diesem Zeitpunkt gab es den Songtitel noch nicht, aber einer von Gabriels bekanntesten Songs begann sich bereits zu formen. Die Aufnahme wurde bereits in der Peter Gabriel (Security)-Periode wahrscheinlich in den Ashcombe House oder Crescent Studios aufgenommen und ist die früheste Referenz zu dem Lied, die im Archiv vorhanden ist.[4]
2. Am 29. März 2025 wurde die älteste bekannte Mehrspuraufnahme aus dem Archiv vom August 1981 (Early multi-track version) veröffentlicht (2:39). Diese wurde im August 1981 in Ashcombe House aufgenommen und wurde von einigen der wichtigsten Musiker, die auf Peters viertem Soloalbum zu hören sind eingespielt und von Peter Gabriel und David Lord produziert, der auch die Aufnahme durchführte.[5]
3. Am 6. April 2025 wurde die Version von Don’t Give Up vom 6. November 1985 veröffentlicht, die Kate Bush auf Kompaktkassette vor der Aufnahmesitzung für ihren Gesangspart zugeschickt wurde. Diese wurde ebenfalls in Ashcombe House aufgenommen und von Peter Gabriel und Daniel Lanois produziert.[6]

Im Laufe der Zeit wurden von Don’t Give Up verschiedene Live-Versionen und eine Orchester-Aufnahme mit anderen Gesangspartnerinnen veröffentlicht, siehe Andere Gesangspartnerinnen.

## Hintergrund

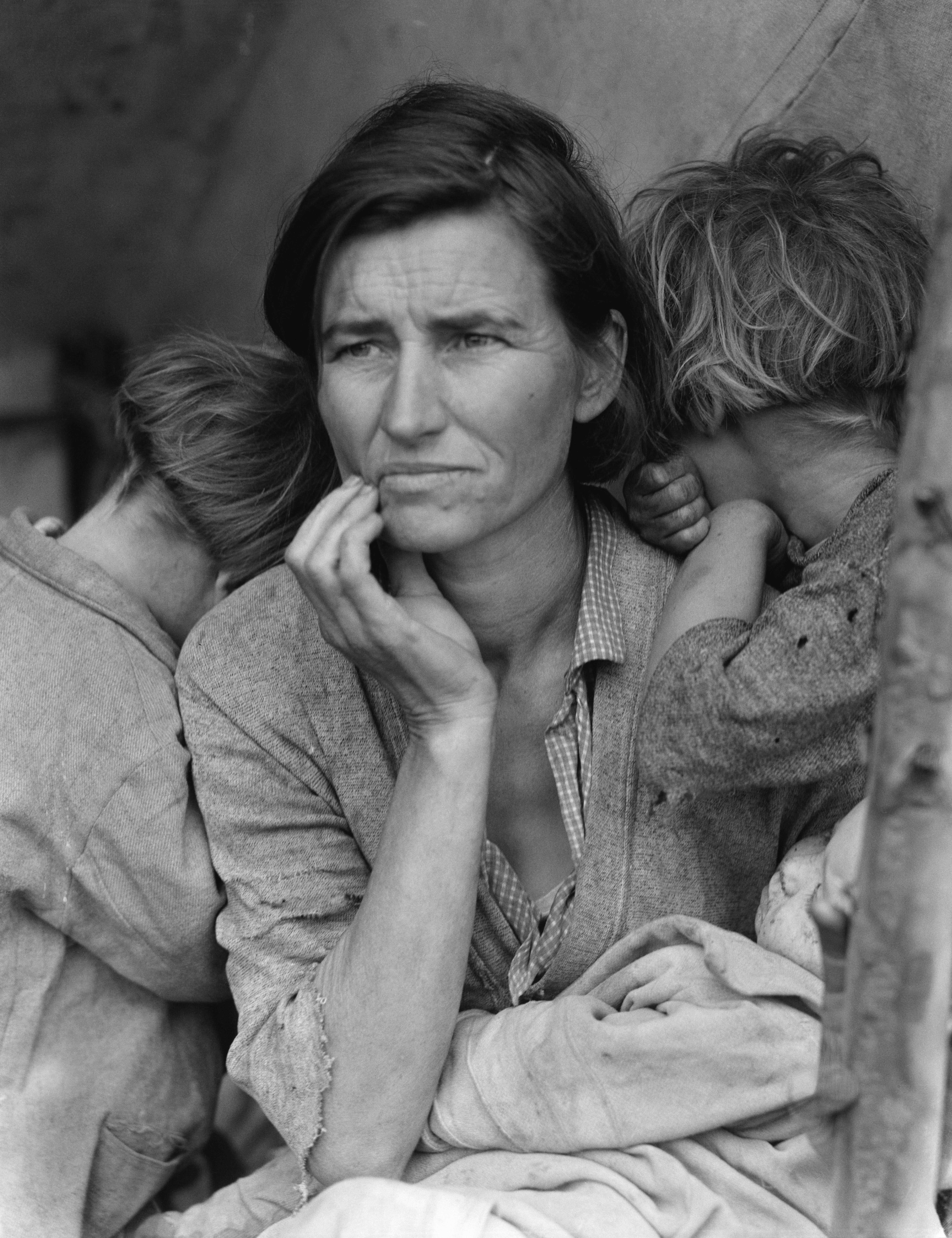
Die Krise stürzte viele Familien in bittere Not: die Wanderarbeiterin Florence Owens Thompson, Kalifornien 1936 (Fotografin: Dorothea Lange)

Das Lied wurde von den Fotografien von Dorothea Lange aus der Zeit der Weltwirtschaftskrise zum Ende der 1920er und im Verlauf der 1930er inspiriert, die die verarmten Amerikaner in dem Dust Bowl („Staubschüssel“) genannten Gebiet in dieser Zeit zeigten. Gabriel sah Langes Bilder in einem Buch mit dem Titel In This Proud Land aus dem Jahr 1973. Er war der Meinung, dass ein darauf basierendes Lied zu den schwierigen wirtschaftlichen Bedingungen in England unter der Premierministerin Margaret Thatcher passen würde. Er schrieb einen Liedtext über einen Mann, dessen Arbeitslosigkeit Stress in seiner häuslichen Beziehung verursacht. Die von Gabriel gesungenen Strophen beschreiben die Gefühle von Isolation, Einsamkeit und Verzweiflung des Mannes; die von Bush gesungenen Refrains sind Worte der Hoffnung und Ermutigung.
Gabriel schrieb den Song ursprünglich mit Bezug auf die US-amerikanische Roots-Musik und bat die Country-Sängerin Dolly Parton, das Lied mit ihm zu singen. Parton lehnte jedoch ab, und so nahm die befreundete Kate Bush ihren Platz ein. Sie nahm ihren Gesang im Februar 1986 in Peter Gabriels damaligem Wohnsitz und Heimstudio in Ashcombe House in Swainswick, nordöstlich von Bath in Somerset, auf. Gabriel hatte seinen Part bereits aufgenommen. Nach dieser Aufnahme hatte sie das Gefühl, dass sie es „vermasselt“ hatte, und so kehrte sie später zurück, um es noch einmal zu singen.
Kate Bush sang das Lied nur einmal gemeinsam mit Peter Gabriel live, als sie am 28. Juni 1987 als Überraschungsgast bei Peter Gabriels Konzert im Rahmen der This Way Up Tour in Earl’s Court, London, auftrat. Ansonsten sang er das Lied bei dieser Tournee alleine, der Beitrag von Kate Bush gab dem Song nach Ansicht von Beobachtern jedoch seine „besondere Magie“ zurück. Die Ursprünge von Don’t Give Up gehen bis 1981, also während der Entstehung des Albums Peter Gabriel 4: Security, zurück.
Das Cover wurde von Peter Saville und Brett Wickens für Peter Saville Associates entworfen, die Fotos stammen von Trevor Key.

## Musikvideos
Zu dem Lied wurden zwei Musikvideos gedreht. Das erste, von Godley & Creme, ist eine einzige Einstellung von Gabriel und Bush, die in einer Umarmung singen, während die Sonne hinter ihnen in eine totale Finsternis eintritt und dann wieder auftaucht. Zu den Dreharbeiten zu diesem Video bemerkte Gabriel: „Es gibt schlimmere Arten, seinen Lebensunterhalt zu verdienen.“ Das Video wurde in der letzten Sendung des Senders Europa TV im November 1986 gezeigt.
Ein zweites Musikvideo, bei dem der Grammy-Preisträger Jim Blashfield Regie führte und das von Melissa Marsland 1988 produziert wurde, zeigt unter anderem die Gesichter der Sängerin und des Sängers überlagernd über dem Film einer verfallenen Stadt und ihrer Bewohner.

## Verwendung in anderen Werken
Don’t Give Up wurde in der  US-amerikanischen Fernsehserie Miami Vice in einer Folge verwendet. Das Lied war in der 2. Folge der 5. Staffel mit dem Titel Der Gangster – Teil 2 (Originaltitel: Redemption In Blood) zu hören.
Don’t Give Up ist der letzte von insgesamt fünf Songs aus Gabriels Album So, die in Miami Vice verwendet wurden, die anderen sind Red Rain, Mercy Street, Sledgehammer und We Do What We’re Told (Milgram’s 37). Das macht So zu einem der am stärksten vertretenen Alben der gesamten Serie.

## Mitwirkende

### Musiker
- Kate Bush – Gastgesang
- Simon Clark – Chorus CS-80
- Peter Gabriel – Hauptgesang, CMI, Prophet-5-Synthesizer, Linn, Piano
- Manu Katché – Schlagzeug, Perkussion
- Tony Levin – E-Bass
- David Rhodes – E-Gitarre
- Richard Tee – Piano

### Technisches Personal
- Peter Gabriel – Songwriter
- Daniel Lanois – Produktion
- Kevin Killen – Toningenieur
- Peter Saville Associates – Design

## Rezeption

### Preise
1987 wurde das Lied mit dem Ivor Novello Award für den besten musikalischen und lyrischen Song ausgezeichnet.

### Chartplatzierungen
| ChartsChartplatzierungen       | Höchstplatzierung | Wochen |
| ------------------------------ | ----------------- | ------ |
| Deutschland (GfK)              | 27 (11 Wo.)       | 11     |
| Vereinigtes Königreich (OCC)   | 9 (11 Wo.)        | 11     |
| Vereinigte Staaten (Billboard) | 72 (6 Wo.)        | 6      |

## Andere Versionen

### Andere Gesangspartnerinnen

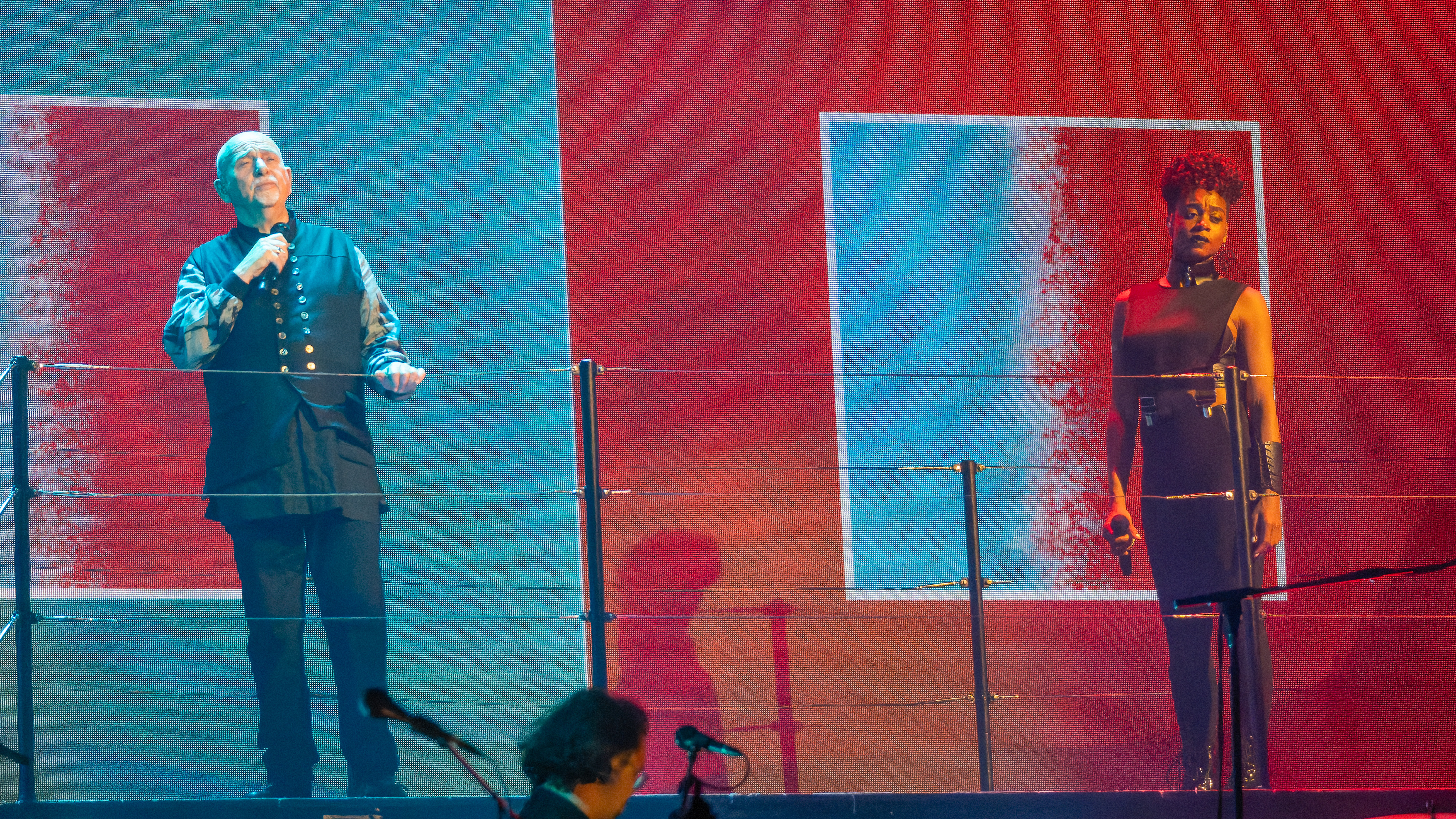
Peter Gabriel mit Ayanna Witter-Johnson bei der i/o The Tour 2023

Während der Human Rights Now!-Tour von 1988 sang Peter Gabriel das Lied gemeinsam mit Tracy Chapman. Das Lied war auch Teil von Gabriels Secret World Tour, bei der er es mit Paula Cole sang. Auch der Konzertfilm mit dem Titel Secret World Live und das gleichnamige Album Secret World Live als Mitschnitte eines Auftritts im Palasport Nuovo im italienischen Modena im Jahr 1993 (veröffentlicht 1994) enthalten das Duett. Eine rein orchestrale Aufnahme mit Ane Brun wurde auf Gabriels neuntem Studioalbum New Blood von 2011 und die Live-Aufnahme von der New Blood Tour von 2011 aus dem Hammersmith Apollo in London-Hammersmith in dem Konzertfilm New Blood: Live in London von 2011 und auf dem darauf basierenden Livealbum Live Blood von 2012 veröffentlicht.
Während der Back to Front Tour von 2012 bis 2014 sang Gabriel den Song mit der Sängerin Jennie Abrahamson, was auf dem Video- und dem Audioalbum Back to Front: Live in London zu sehen und zu hören ist. Während der i/o The Tour im Jahr 2023 sang Gabriel den Song mit der Cellistin, Pianistin und Sängerin Ayanna Witter-Johnson.

### Version von Willie Nelson und Sinéad O’Connor
Das Lied wurde 1993 auch von dem amerikanischen Country-Musiker Willie Nelson und der irischen Sängerin Sinéad O’Connor gesungen. Das Lied ist auf Nelsons Studioalbum Across the Borderline enthalten, das von Don Was, Paul Simon und Roy Halee produziert wurde. Zu dem Lied wurde ein Musikvideo gedreht, in dem beide Sänger zu sehen sind. Es ist in einem Sepia-Farbton gehalten. In einem Interview mit der Los Angeles Times sprach Nelson über das Duett und wie es entstanden ist. Er sagte:

„Es gab noch eine andere Dame, Dolly Parton, die diese Rolle spielen sollte, aber sie war schließlich nicht verfügbar. Bei der Probe für die Dylan-Tribute-Show in New York schlug Don [Was] Sinead vor. Ich hatte zwar von der Kontroverse mit dem Papst gehört, aber ich hatte sie noch nie singen gehört. Don sagte: ‚Sie ist ausgezeichnet.‘ Es stellte sich heraus, dass sie und Peter Gabriel befreundet waren und sie das Lied bereits kannte. Bei dem Konzert wurde sie wegen der Kontroverse ausgebuht. Ich fragte sie: ‚Bist du dir sicher, dass du morgen noch singen willst?‘ Sie sagte: ‚Ja, ich werde da sein.‘ Sie kam am nächsten Tag und sang sich die Seele aus dem Leib.“

#### Rezeption
Martin Monkman von AllMusic hielt das Duett für den „umwerfendsten Song“ des Albums und „ein brillantes Stück Besetzung“. Er fügte hinzu: „Nelsons und O’Connors Interpretation ist leise triumphierend und genauso kraftvoll wie Gabriels und Bushs Original.“ John Davis vom Austin American-Statesman schrieb: „Das Zusammenspiel seines klaren, herbstlichen Baritons mit dem ätherischen, stahlumsponnenen Kontrapunkt von O’Connors Stimme in Gabriels Hoffnungsgesang Don’t Give Up ist geradezu eindringlich. Es ist wohl das fesselndste Zwischenspiel des Albums und Nelsons bisher gelungenster Versuch, einen modernen Popsong zu produzieren. Und fast wäre es gar nicht dazu gekommen“. Bill DeYoung von der Gainesville Sun beschrieb das Duett als „herzergreifend“.
Paul Freeman von der Los Angeles Times nannte es „ein beeindruckendes Duett“. Das paneuropäische Magazin Music & Media bemerkte, dass Nelsons Version „aus seiner Duettpartnerin eine Rodeo-Königin macht“. Roger Morton vom NME-Magazin war der Meinung, dass die Version des Paares „würdevoll genug ist, um für sich selbst zu stehen. Es ist eine unaufdringliche Wiedergabe, die, abgesehen von ein paar Country-Twangs, die Interaktion zwischen Nelsons gequälten Tönen und O’Connors zerbrechlichen Achteln die Arbeit machen lässt“. Ein Redakteur der Pittsburgh Post-Gazette schrieb, dass Nelson und O’Connor „ein seltsames, aber effektives Paar abgeben“. David Zimmerman von der Tageszeitung USA Today nannte es eine „wunderbare Station“ auf dem Album und bemerkte, dass es „zwischen Hoffnung und Verzweiflung schwankt“.

### Version von Alicia Keys und Bono
Don’t Give Up wurde auch von der amerikanischen Künstlerin Alicia Keys und dem irischen Musiker Bono aufgenommen und unter dem Titel Don’t Give Up (Africa) von Keys und Steve Lillywhite produziert. Am 6. Dezember 2005 wurde der Song als Single exklusiv auf iTunes veröffentlicht und eine Klingelton-Version wurde von Cingular Wireless herausgegeben.
Keys kommentierte: „Ich liebe diesen Song. Und ich liebe Bono. Ich respektiere wirklich, was er für Afrika getan hat und wie er seinen Ruhm genutzt hat, um Gutes in der Welt zu tun. Ich hoffe, dass ich in meinem Leben nur halb so viel tun kann.“ Keys und Bono sangen den Song live bei Keys’ Wohltätigkeitsveranstaltung, dem Black Ball, der Geld für die Organisation Keep A Child Alive sammelt. Sie sangen den Song auch in der Oprah Winfrey Show im Oktober 2006. Die Aufnahme des Songs fand in den Oven Studios auf Long Island statt.

### Version von Shannon Noll und Natalie Bassingthwaighte
Eine weitere Coverversion wurde vom australischen Singer-Songwriter Shannon Noll und der ehemaligen Rogue-Traders-Frontfrau Natalie Bassingthwaighte aufgenommen. Produziert wurde diese von Michael „fingaz“ Mugisha, der auch Hits für Jessica Mauboy und Big Brovaz produzierte und sie für die Kompilation Home: Songs of Hope & Journey aufnahm. Er wurde als Wohltätigkeitssingle für die Depressions-Hilfeorganisation Beyond Blue veröffentlicht. In der ersten Woche war er der meistgespielte Song im australischen Radio, er debütierte auf Platz sieben der australischen Singles-Charts und kletterte in der zweiten Woche auf Platz zwei und wurde mit Platin ausgezeichnet. Der Song wurde auch in der fünften Staffel der australischen Unterhaltungs-Reality-TV-Show Dancing with the Stars live aufgeführt. Das Musikvideo zeigt Noll und Bassingthwaighte im Studio bei der Aufnahme des Lieds.
Auszeichnungen für Musikverkäufe

| Land/Region       | Auszeichnungen für Musikverkäufe (Land/Region, Auszeichnung, Verkäufe) | Verkäufe |
| ----------------- | ---------------------------------------------------------------------- | -------- |
| Australien (ARIA) | Platin                                                                 | 70.000   |
| Insgesamt         | 1× Platin ·                                                            | 70.000   |

Hauptartikel: Peter Gabriel/Auszeichnungen für Musikverkäufe

### Weitere Interpreten
Máire Brennan und Michael McDonald nahmen 1999 eine Version mit umgekehrten Geschlechterrollen des Liedes für das christliche Pop-Album Streams auf. Xavier Naidoo nahm 2002 Don’t Give Up mit Yvonne Betz für das Album Zwischenspiel – Alles für den Herrn auf.
2008 nahm Lady Gaga mit The Midway State eine Coverversion von Don’t Give Up auf. Der Song ist offiziell unveröffentlicht. Eine Bootleg-Version ist jedoch auf YouTube zu finden. Produziert wurde diese Version von Martin Kierszenbaum und Gavin Brown. Darüber hinaus existiert eine Studioversion von 2012.
Feist coverte 2013 zusammen mit Timber Timbre das Lied für das Album And I’ll Scratch Yours. Das Lied wurde auch 2015 von Herbie Hancock, Pink und John Legend gecovert. Lena Meyer-Landrut nahm 2017 eine Coverversion des Lieds zusammen mit Michael Patrick Kelly auf, die auf dem Album Sing meinen Song – Das Weihnachtskonzert Vol. 4 veröffentlicht wurde. Das Lied wurde von Olivia Taylor Dudley und Hale Appleman in der vorletzten Folge von The Magicians (The Balls) gesungen, die am 25. März 2020 ausgestrahlt wurde.
Die Datenbank mit Coverversionen SecondHandSongs listete 2023 etwa 70 verschiedene Versionen auf.